# Rezerwat przyrody Ulów
Rezerwat przyrody Ulów – rezerwat leśny na terenie Obszaru Chronionego Krajobrazu Doliny Kamiennej w gminie Bałtów, w powiecie ostrowieckim, w województwie świętokrzyskim. Leży na terenie Nadleśnictwa Ostrowiec Świętokrzyski w miejscowościach Rudka Bałtowska i Bałtów, po obu stronach rzeki Kamiennej; składa się z dwóch części (południowej – położonej w kompleksie Zamoście i północnej – w kompleksie Stróżniak).
- Powierzchnia: 22,54 ha[2] (akt powołujący podawał 23,50 ha)
- Rok utworzenia: 1995
- Dokument powołujący: Zarządz. MOŚZNiL z 27.09.1995; MP. 33/1995, poz. 409
- Numer ewidencyjny WKP: 060
- Charakter rezerwatu: częściowy
- Przedmiot ochrony: rzadkie i chronione gatunki roślin; fragmenty lasu grądowego z udziałem m.in. tojadu mołdawskiego (Aconitum moldavicum)